# Praia de Tabatinga
Vista da praia de tabatinga

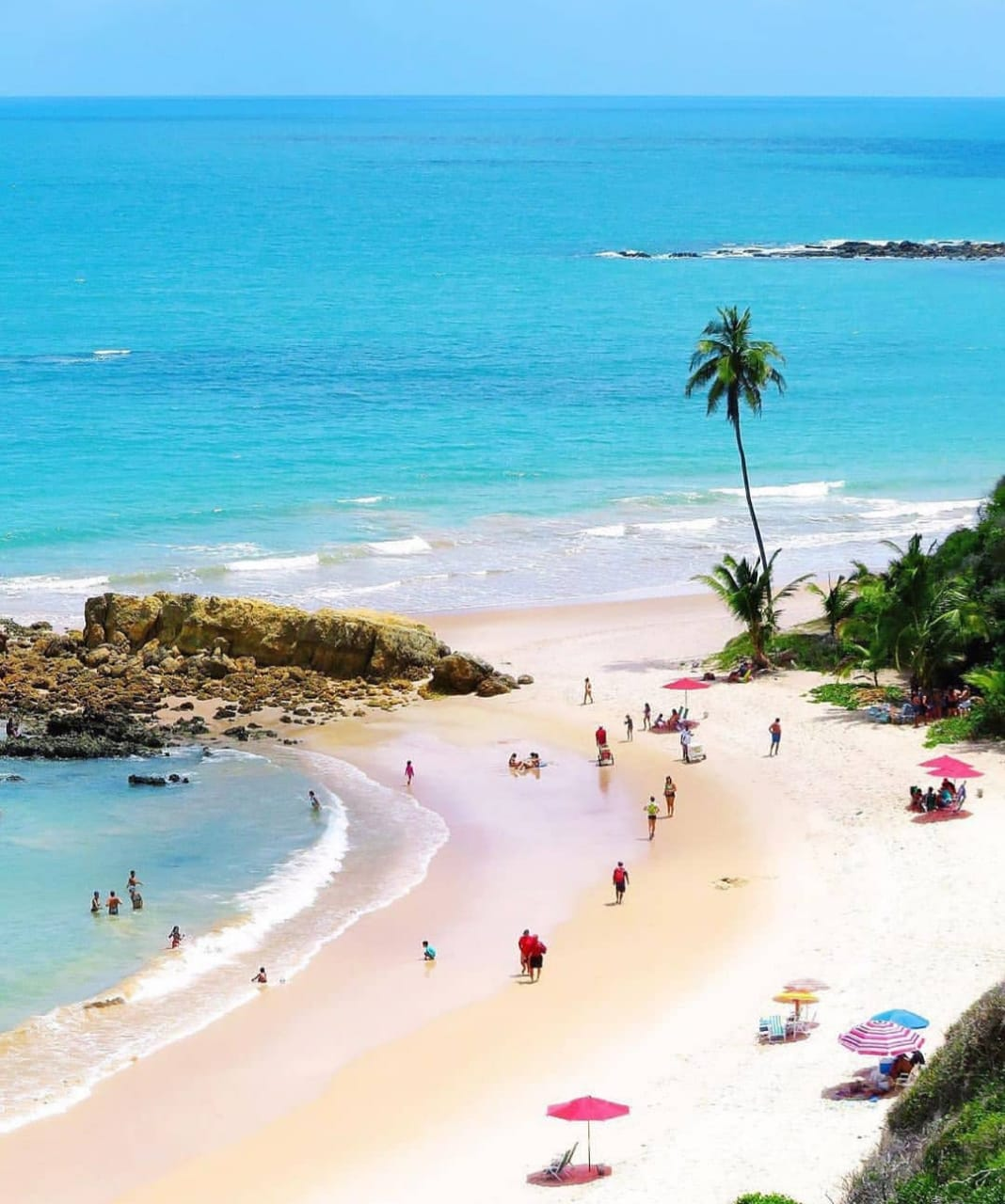
Vista panorâmica da praia de Tabatinga

Tabatinga é um praia brasileira, localizada no litoral do município do Conde, no estado da Paraíba. É uma praia paradisíaca, de beleza rara
, possui águas mornas, boa faixa de terra para caminhar e um visual digno de filme com a presença das falésias.
Atualmente, a praia é dividida por um maceió, em Tabatinga I e II, e essa divisão forma um coração de águas, que pode ser averiguado a partir do alto do mirante dedo de Deus, localizada na praia de Coqueirinho. Essa divisão foi feita para “facilitar e diferenciar” melhor o local. Em Tabatinga II, é possível aproveitar a argila do local para rejuvenescimento da pele dos visitantes, proporcionando aos turistas uma sensação de paraíso perdido.

## Turismo
Tabatinga é uma praia de beleza exuberante, com um visual digno de filme, juntamente com a presença das falésias. A grande faixa de terra convida a atividades como frescobol e futebol de areia. A praia é dividida por um maceió (que desemboca na lagoa Preta), as lagoas formadas pelo encontro do Rio Mucatu com o mar; o que oferece aos visitantes a escolha do banho na água salgada ou doce. Do outro lado, impactantes falésias coloridas. Entre a lagoa e as escarpas, uma praia pouco movimentada e sem estrutura, mas com um belo visual. Conta também com excelentes opções de restaurantes e hospedagens. Além da opção de fazer uma caminhada ecológica, deslumbrando as belezas naturais desse paraíso escondido.